# Homerville
Homerville è una città degli Stati Uniti d'America, situata in Georgia, nella Contea di Clinch, della quale è il capoluogo.